# Stenocyphon sasajii
Stenocyphon sasajii es una especie de coleóptero de la familia Scirtidae.

## Distribución geográfica
Habita en Chile.